# Wuxuanella
Wuxuanella is een geslacht van uitgestorven weekdieren uit de klasse Gastropoda.

## Soorten
De volgende soorten zijn bij het geslacht ingedeeld:
- † Wuxuanella hibernia (Heidelberger, 2001)[2]
  - = Murchisonia hibernia Heidelberger, 2001
- † Wuxuanella liufengshanensis Cook & Pan, 2004[1]
- † Wuxuanella nodusa Cook & Pan, 2004[1]
- † Wuxuanella pseudobinodosa (Heidelberger, 2001)
- † Wuxuanella spinacavus (Heidelberger, 2001)
  - = Murchisonia spinacavus Heidelberger, 2001